# Conrad von Rosenstiel

Conrad von Rosenstiel in Gorgast, ca. 1904

Conrad Arthur Gustav von Rosenstiel (* 15. September 1851 in Posen; † 12. März 1910 in Rapallo, Italien) war ein deutscher Verwaltungsbeamter.

## Leben
Conrad von Rosenstiel war Sohn des Gustav von Rosenstiel und älterer Bruder von Arnold von Rosenstiel. Verheiratet war er mit Hildegard von Klitzing. 
Er studierte Rechtswissenschaften an der Ruprecht-Karls-Universität Heidelberg sowie in Leipzig und Berlin. 1874 wurde er Mitglied des Corps Saxo-Borussia Heidelberg. Danach wurde er Leutnant der Reserve des 2. Brandenburgischen Dragoner-Regiments "von Arnim" Nr. 12, das er als Rittmeister verließ. Hierauf trat er in den preußischen Staatsdienst ein und wurde Regierungsassessor bei der Regierung in Marienwerder. Im Februar 1887 wurde er Landrat des Kreises Konitz. 1890 wechselte er als Landrat in den Landkreis Bunzlau, wo er das Amt über 20 Jahre bis zu seinem Tod am 12. März 1910 innehatte.

## Auszeichnungen
- Ernennung zum Geheimen Regierungsrat[2]